# Genova a mano armata
Genova a mano armata è un film, appartenente al genere poliziottesco, del 1976, diretto da Mario Lanfranchi.

## Trama
Un ex poliziotto italo-americano, soprannominato "l'americano", ex membro dell'Interpol e dalla CIA, ha lasciato gli Stati Uniti e ora vive nella città di Genova guadagnandosi da vivere come investigatore privato. Questi viene ingaggiato da Marta Mayer, figlia di un grande armatore, per indagare sul sequestro e l'assassinio del padre, nonché per il recupero di un miliardo di lire versato per la non avvenuta liberazione del padre ormai defunto. L'uomo dovrà, nel corso delle sue indagini, superare le resistenze e la diffidenza del commissario Lo Gallo che ne teme i metodi illegali, e scontrarsi con dei mafiosi comandati da "il francese", che tenta più volte di eliminarlo. Tuttavia l'americano, dopo varie peripezie e conquistata la fiducia di Lo Gallo, scopre che è stata proprio la figlia dell'armatore, che gestisce una clinica privata come copertura per traffici di droga, ad aver assassinato il padre: l'americano decide quindi di affrontarla.

## Distribuzione
Genova a mano armata venne distribuita nel circuito cinematografico italiano il 4 dicembre 1976.

## Curiosità
- Nonostante il titolo, non vi è alcun collegamento di trama tra questo film e le pellicole Italia a mano armata e Roma a mano armata.